# Andebol 1 de 2016–17
O Campeonato Nacional de Andebol 1 Masculino 2016-17 foi a 65ª edição da maior competição de clubes de andebol masculino em Portugal. A competição, organizada pela Federação de Andebol de Portugal, foi disputada por 14 equipas em duas fases.
O Sporting Clube de Portugal sagrou-se campeão nacional na 10ª jornada da fase final, conquistando assim o seu 20.º título na competição. Classificou-se, assim, para a Liga dos Campeões de 2017–18 e para a Supertaça Portuguesa de 2017.

## Participantes
| Andebol 1                       | Andebol 1                           |
| ------------------------------- | ----------------------------------- |
| ABC Braga (Braga)               | Boa Hora FC (Lisboa)                |
| AC Fafe (Fafe)                  | Madeira Andebol SAD (Funchal)       |
| Águas Santas (Maia)             | ADA Maia-Ismai (Maia)               |
| Arsenal da Devesa (Braga)       | Futebol Clube do Porto (Porto)      |
| Atlética de Avanca (Estarreja)  | AA São Mamede (São Mamede)          |
| Os Belenenses (Lisboa)          | Sporting Clube da Horta (Horta)     |
| Sport Lisboa e Benfica (Lisboa) | Sporting Clube de Portugal (Lisboa) |

## Fase Regular
...

| Pos | Equipa      | J  | V  | E | D | GM  | GS  | Diff | Pts | Qualificação                               |
| --- | ----------- | -- | -- | - | - | --- | --- | ---- | --- | ------------------------------------------ |
| 1   | FC Porto    | 26 | 26 | 0 | 0 | 826 | 617 | +209 | 78  | Qualificado - Andebol 1 (Nível Vencedores) |
| 2   | Sporting CP | 26 | 23 | 0 | 3 | 863 | 648 | +215 | 72  | Qualificado - Andebol 1 (Nível Vencedores) |

Tabela Classificativa estabelecida segundo o website oficial da Federação de Andebol de Portugal.
Pontos Extra (Regra da competição): 
- Águas Santas: +28 Pontos.